# Economia dell'Impero austriaco

## Caratteri generali dello sviluppo economico dell'Impero d'Austria (1815-1914)
Bisogna sfatare il mito secondo cui l'Impero d’Austria fosse arretrato economicamente rispetto alle altre potenze europee.
	Erano invece presenti forti diversità e disparità fra le province occidentali ( Boemia, Moravia, Austria propriamente detta ) e quelle orientali (Ungheria, Galizia, Transilvania). Ad esempio il reddito pro-capite: 790 corone nelle regioni alpine, 630 corone nelle regioni ceche, 340 in quelle ungheresi, 270 in Dalmazia e solo 250 in Galizia. 
	Ulteriori difficoltà erano rappresentate dalla topografia, che rendeva difficili e costosi i trasporti interni ed internazionali, e dalla localizzazione infelice delle risorse naturali.
	Ad inizio novecento l'area austriaca aveva conseguito in modo graduale uno sviluppo pari a quello medio dell'Europa occidentale mentre le terre ungheresi, seppure più arretrate, avevano i prodromi dell'industrializzazione, risultando così molto più avanzate della maggior parte dei paesi dell'Europa orientale. 
	Le stime del tasso di crescita del prodotto industriale pro capite in Austria nella prima metà del XIX secolo spaziano fra l'1.7% e il 3,6% , con un incremento nella seconda metà del secolo.  In Ungheria dopo il compromesso del 1867 la produzione industriale crebbe a ritmi ancora più elevati.

### Cronologia Austriaca
Nelle aree occidentali della monarchia i primi segni di una crescita economica moderna sono individuabili a partire dalla seconda metà del XVIII secolo: in Austria e Boemia esisteva un forte settore tessile con lavorazione a domicilio (lino e lana e dal 1763 embrioni dell'industria cotoniera); non mancavano insediamenti siderurgici e manifatture per la produzione del vetro e della carta.
	I primi tentativi di meccanizzazione, concentrati nel ramo tessile e in quello siderurgico, datano fra il 1830 ed il 1847. Impiegando come parametro il consumo di carbone, il decollo industriale potrebbe essere collocato intorno al 1850; intorno al 1867 – 1873 per il boom degli investimenti nelle infrastrutture; attorno al periodo fra il 1890 ed il 1914 per le sostanziali trasformazioni dell'economia.

### Cronologia Ungherese
La nazione magiara apparteneva alle aree orientali dell'impero: in parte dedita all'agricoltura, con una struttura economica-sociale d'ancien régime ed un buon settore commerciale, disponeva di alcune miniere ma di poche manifatture e subiva, pur traendone vantaggi, la sudditanza economica nei confronti delle terre austriache.
	Ebbero effetto positivo sull'industrializzazione l'afflusso di capitali da Vienna e l'esistenza di un vasto mercato per i prodotti agricoli. Nel 1900 il 41% della produzione industriale derivava dal settore alimentare: farina (nel 1870 Budapest era il secondo centro mondiale di macinazione dei cereali dopo Minneapolis), zucchero di barbabietola, frutta conservata, birra ed alcolici.
	Fra la fine XIX e l'inizio del XX secolo crebbero a tassi significativi il consumo di carbone e la produzione agricola, del ferro e dell'acciaio

### Ostacoli naturali e artificiali
L'industrializzazione dell'Impero asburgico può essere definita “laboriosa”: la presenza di numerosi ostacoli naturali ed istituzionali richiedeva fatica aggiuntiva e rallentava i tempi dello sviluppo.
	Fino alla realizzazione della rete ferroviaria (1840 – 1850), il trasporto terrestre, data la natura prevalentemente montagnosa del paese, era costoso e quello fluviale inesistente nelle regioni montane. La rete di canali era ridotta ed il corso del Danubio e degli altri grandi fiumi (Drava, Tibisco… ) portava a sud e ad est, in direzione opposta rispetto ai mercati e ai centri industriali.
	Erano più numerosi gli ostacoli artificiali:
- La persistenza legale della servitù della gleba fino al 1848, anche se le riforme di Giuseppe II (1780 - 1790) avevano già ridotto il potere del sistema feudale: come principale conseguenza di tale abolizione le tasse venivano ora pagate allo stato e non più ai signori feudali, che già a partire dal XVIII secolo avevano investito nel miglioramento della produttività delle loro terre;
- La politica commerciale estera, rimasta rigidamente protezionista per tutto il secolo (L'Impero d'Austria rimase sempre estraneo allo Zollverein). Le tariffe elevate danneggiavano sia l'importazione che l'esportazione, ma l'unione doganale interna, che abbracciava al suo interno aree agricole ed industriali, controbilanciava in parte tale chiusura;
- Il diseguale impegno contro l'analfabetismo. Nel 1900 questo era praticamente scomparso nella metà austriaca dell'impero (1% nel Vorarlberg, 2% in Boemia ed Austria Inferiore, complessivamente al 23%), in altre aree era una presenza significativa (33% in Ungheria), ed in altre ancora era maggioranza (54 % in Bucovina e 63 % in Dalmazia). Esisteva una significativa correlazione fra livelli d'analfabetismo, industrializzazione e redditi pro capite.

### Le ferrovie
Laddove lo stato ebbe maggior successo fu nella costruzione della rete ferroviaria (144 km nel 1850, 6112 nel 1870 e 22981 nel 1913 ): questa oltre a generare un notevole indotto favorì la divisione geografica del lavoro all'interno dell'Impero. 
	Nel 1810 fu aperta una ferrovia trainata da cavalli (22 km) in Stiria per il trasporto del ferro. Nel 1832 fu aperta una ferrovia, sempre a cavallo, tra Linz e České Budějovice (Budweis), per una lunghezza di 128,8 km: era la prima ferrovia interurbana d'Europa.
	La prima sezione della ferrovia tra Vienna e Cracovia (Kaiser Ferdinands Nordbahn) fu aperta nel 1837. Lo stato iniziò allora ad interessarsi alle ferrovie e nel 1854 possedeva 994 km di linee ferrate (su 1.443 km, circa il 70%). 
	Dopo il 1854, a causa della crisi finanziaria dell'Impero, le ferrovie della parte austriaca furono vendute a prezzi stracciati, specialmente ad investitori francesi; furono garantite concessioni per nuove compagnie private e la realizzazione di diverse linee da parte dei privati si fece allora intensa. La lunga depressione, iniziata dal crollo della Borsa di Vienna nel 1873 portò alla bancarotta diverse ferrovie..
	Alla fine del 1884 la rete delle ferrovie dello stato, che includeva la rete ungherese acquisita nel 1867, copriva 5.103 km. Nel 1884 fu fondata la kk Generaldirektion der Staatsbahnen ("Direttorato generale imperiale delle ferrovie dello Stato") e questo segnò la nascita della kaiserlich-königliche Staatsbahnen (abbreviato come kkStB o k.k.St.B.).
	Con la nazionalizzazione di altre compagnie, la kkStB ottenne il monopolio dei trasporti ferroviari. La Südbahn (SB, ferrovia del sud) era l'unica grande compagnia rimasta privata fino alla fine dell'Impero. Nel 1914, su un totale di 22.981 km di binari, 18.859 (l'82%) erano statali.
	I nodi principali della rete erano Vienna e Budapest. Dalla prima partivano le linee per Trieste, Praga ed il Reich tedesco, Monaco di Baviera e l'Italia ( passando per Innsbruck ed il passo del Brennero ). La capitale era collegata a Leopoli e all'Impero russo tramite una linea che partiva da Cracovia. Da Budapest le ferrovie portavano a Fiume passando per Zagabria, a Sarajevo, a Belgrado e al regno di Serbia, in Transilvania ed infine in Bucovina.

## La Crescita Economica Moderna
Prima di considerare lo specifico caso austriaco, è doveroso introdurre ed illustrare il concetto, teorizzato da S. Kusnets, di “Crescita Economica Moderna” ( da qui in avanti C. E. M ).
Tale espressione indica “una crescita di lungo periodo nella capacità di fornire un quantitativo crescente di beni economici ad una certa popolazione. Questa capacità in aumento è resa possibile da progressi tecnologici e istituzionali e dagli adattamenti ideologici che ne derivano.”

### Impero
Molti storici economici, nell'illustrare la C. E. M. in Europa fra ‘800 e ‘900, fanno riferimento al gradiente ovest – est dello sviluppo economico. Questo concetto caratterizza le posizioni economiche di molti stati europei nel periodo ed è stato riconosciuto come l'ostacolo principale all'affermazione della C. E. M. nei territori sottomessi agli Asburgo.
	In molte parti dell'Europa dell'ovest i caratteri principali della C. E. M. sono già presenti a fine ‘700, con alcuni elementi risalenti addirittura al Medioevo. Muovendosi da ovest verso sud ed est, gli elementi della C. E. M. sono sempre meno presenti fino a mancare in Russia e nei Balcani: in queste regioni si registra un minor reddito pro capite rispetto all'ovest, le concentrazioni urbane sono disperse e più piccole, le attività non agricole sono meno rilevanti e sussistono ancora fenomeni feudali.
	L'evoluzione europea della C. E. M. può essere vista come un processo di diffusione in cui gli impulsi della crescita si trasferirono, coerentemente al gradiente, da ovest verso sud ed est tramite flussi di beni fra le diverse regioni e di capitale umano e fisico generato dalla stessa crescita. La C. E. M. dell'Impero d'Austria non fu altro che una versione su scala ridotta del processo in atto in Europa.
	La C. E. M. della monarchia asburgica precedette di molto tempo il suo collasso politico (11 novembre 1918). Nei territori occidentali quali l'odierna Repubblica Ceca, la regione alpina ed il bacino del Danubio, le condizioni erano paragonabili a quelle di aree avanzate della Francia e degli stati tedeschi e molti degli elementi della C. E. M. erano presenti già sul finire del XVII secolo. Nelle regioni orientali invece (Galizia e Transilvania) la popolazione si dedicava principalmente all'agricoltura, in situazioni ancora di servaggio.
	Nel tempo si era creata e stabilizzata una situazione tale per cui l'ovest godeva di un vantaggio comparato nelle attività industriali, la metà orientale dell'Impero, meno densamente popolata e più pianeggiante, in quelle agricole.
	La politica mercantilista promossa da Maria Teresa (1740 – 1780) mirava a creare un'economia interna integrata in cui si sfruttasse al meglio tale specializzazione intraprendendo un aggressivo programma di espansione economica: abolite o ridotte le tariffe doganali interne e migliorati i trasporti stradali e fluviali; incoraggiata l'introduzione di nuove attività produttive ed invitate maestranze e capitalisti stranieri. Tale politica rafforzò le tendenze già in atto verso la crescita economica ed i mutamenti strutturali iniziati nelle regioni occidentali della monarchia già nel '700.

### Austria
La C. E. M. iniziò a partire dal secondo decennio del XIX secolo con la ripresa degli anni '20, succeduta alla stagnazione del periodo napoleonico e post napoleonico.
	Fra 1820 e 1855 si ebbe un sostenuto tasso di crescita economica, seguito fra 1855 e 1867 da una fase di stagnazione e di momentanea interruzione dello sviluppo. Dal 1867 in avanti non mancheranno shock anche violenti, inseriti tuttavia in un quadro generale di espansione economica ed ulteriore diffusione e radicamento delle istituzioni e della mentalità capitaliste.
	A riprova che la C. E. M. iniziò nella prima metà del XIX secolo, si possono impiegare dati riguardanti il sempre minor peso percentuale della popolazione dedita all'agricoltura in Austria e Boemia:
|      | Austria |      | Boemia |
| 1790 | 75%     | 1756 | 78%    |
| 1850 | 72%     | 1848 | 64%    |
| 1870 | 64%     | 1870 | 49%    |
| 1900 | 52%     | 1900 | 36%    |
| 1910 | 48%     | 1910 | 32%    |

	Questa fase iniziale della C. E. M. fu favorita da progressi tecnologici concentrati nell'industria tessile e, in misura minore, nel meccanico, nel siderurgico e nell'alimentare, il cui punto di riferimento fu sempre l'Inghilterra. Nei decenni fra 1830 e 1850 con l'aiuto di capitali e tecnologie tedesche furono poste le basi di un moderno sistema dei trasporti e nel capo agricolo erano apparse rilevanti innovazioni quali nuove colture e rotazioni innovative già prima del 1848.
	Nel contempo avvenivano importanti cambiamenti istituzionali: 
- Una legislazione sui brevetti in evoluzione dal 1810;
- Il continuo afflusso di tecnici stranieri, basilari per lo sviluppo delle ferrovie e delle industrie;
- L'istituzione di Politecnici a Vienna (1816) e a Praga (1806). Questi permisero all'Impero di competere con le altre potenze europee nei capi della ricerca e dello sviluppo;
- La lenta ma progressiva penetrazione nella tradizionalista società asburgica dell'ideologia capitalista;
- L'abolizione definitiva del servaggio (1848) e della frontiera doganale fra Austria ed Ungheria (1850), con la cancellazione di un sistema tariffario proibitivo;
- La creazione di un ministero per il commercio.

	Nel breve periodo i mutamenti sopra introdotti comportarono soltanto un aumento del PIL. Le modifiche più importanti e significative si ebbero nel medio – lungo periodo.

### Ungheria
Seppur in ritardo, le forze della C. E. M. si diffusero dai territori occidentali a quelli orientali pur rimanendo il gradiente nello sviluppo: le nuove attività si diffusero nei territori oggi slovacchi appartenenti allora al Regno di Ungheria, nelle regioni al confine con l'Austria e nella periferia di Budapest.
	Pur non essendo facile stabilirne una tempistica, l'inizio di una sostanziale crescita economica può essere fatto risalire in modo approssimativo ai tardi anni '70. 
	Nell'agricoltura la crescita verificatasi fra 1850 e 1860 fu un'estensione dei fenomeni già in atto prima del 1848 mentre negli anni ‘60 la produttività aumentò ad un tasso medio annuo dell'1,5%.
	Nel lasso compreso fra il 1870 ed il 1913 il tasso medio annuo di crescita della produzione dei cinque maggiori cereali (frumento, segale, orzo, avena e granoturco) spaziò fra l'1,5% ed il 2% e nello stesso periodo i raccolti totali (includendo nelle stime culture “minori”  come foraggi, legumi, patate ecc.) aumentarono di 2,5 volte, da cui un tasso di crescita medio dei raccolti pari al 2% annuo circa. La produzione di prodotti d'origine animale crebbe fra il 1870 ed il 1914 al tasso del 2,5% per anno. Fra 1880 e 1910 l'output per lavoratore aumentò dell'1,5% annuo, una percentuale simile a quella registrata in Germania fra 1850 e 1913: + 1,2%. 
	Le fattorie più “piccole” (1.250.000 contadini che possedevano terreni inferiori ai nove acri) si dedicarono ad un'agricoltura “intensiva”, mentre le grandi proprietà terriere (poco meno di 4000 grandi latifondisti che possedevano terreni di oltre 1400 acri.) si resero più dipendenti dalle tradizionali colture estensive.
	La produzione industriale crebbe fra 1830 e 1855 ad un tasso medio annuo dell'1,7% e dal 1855 in avanti conobbe un aumento inarrestabile: fu intensa fra il 1867 ed il 1873 ed ancora più vigorosa a partire dagli anni '80, in cui s'accrebbe l'importanza delle ferrovie.
	Durante la stagnazione 1858 – 1864, di fronte ad un calo della produzione industriale austriaca del 19,3%, quella ungherese salì del 4,1%. Superata la crisi del 1873, la produzione aumentò del 6,8%, quella austriaca del 6,5%.
	La struttura sociale ungherese si modificò venendo a contatto con la C. E. M.: infatti anche qui diminuì la percentuale di addetti nel settore primario.
La prima fase di crescita e mutamenti strutturali fu spinta dall'adozione di novità tecnologiche: negli anni '40 si conobbe una limitata meccanizzazione con l'introduzione della macchina a vapore nella produzione della carta, nel tessile e nell'industria alimentare (macina dei cereali), e a partire dagli anni '70 la velocità di innovazione fu maggiore.
	La vita economica sociale e politica ungherese fu a lungo dominata dalla nobiltà terriera, ma questa non ostacolò l'evoluzione e l'affermazione dell'economia di mercato. L'emancipazione dei servi diede una base capitalista all'agricoltura e gli aristocratici investirono grandi capitali in nuove tecniche.
	Furono fondamentali per l'affermazione del capitalismo ungherese i flussi di capitali e gli imprenditori austriaci e stranieri (come già i capitali finanziari ed umani provenienti dall'Europa dell'ovest erano stati vitali per l'economia austriaca). Ad un certo punto della crescita economica ungherese il 60% del capitale investito era straniero, in maggioranza austriaco.

### Ruolo delle banche
Le banche  hanno giocato un ruolo chiave nel processo di industrializzazione. L'Austria crebbe ad un ritmo non elevato ma costante proprio grazie agli incentivi bancari.
	Nel periodo fra 1867 e 1873 furono fondate almeno 1000 s.p.a., il numero di macchine a vapore quadruplicò ed il consumo di carbone aumentò in modo considerevole. Alla base di questo boom stava l'imponente sistema bancario viennese. 
	Ad inizio ‘800 questo era poco sviluppato, ma con la fondazione nel 1855 ad opera di Anselm von Rothschild, figlio di Salomon, del Creditanstalt, che divenne nel tempo la più grande banca dell'Austria - Ungheria, con filiali a Praga, Brno, Trieste, Budapest, Leopoli e Brașov, la situazione si modificò rapidamente. Questa era basata sul modello del Crédit mobilier francese, con un capitale azionario di ben sessanta milioni di fiorini. 
	Nell'immediato sorsero altre banche simili, con un notevole incremento del credito a breve termine e del coinvolgimento finanziario su larga scala nelle attività industriali. Furono anni di intensa “febbre” speculativa. Dopo la crisi della borsa del 1873, lo sviluppo di società azionarie fu lento, così come furono scarsi gli investimenti, pubblici e statali, nei titoli industriali e ferroviari. In questi anni le banche avevano sempre rapporti stretti con l'industria, ma il capitale di rischio fornito era poco, generalmente crediti a breve termine.
	Fino al 1890 le banche non ebbero nessun ruolo nel promuovere l'azione industriale o nella fornitura di crediti a lungo termine. In seguito attuarono una politica prudente, entrando nei settori elettrotecnico, meccanico e petrolifero con imprese ben consolidate. Le banche viennesi controllarono i cartelli creatisi, quasi 200 prima della guerra, e l'evoluzione e la distribuzione industriale dell'impero indirizzandola verso il mantenimento della struttura economica preesistente.
	A differenza del modello tedesco dunque, gli istituti austriaci non svolsero alcun ruolo imprenditoriale, pur avendo stretti rapporti con l'industria.

### Disparità regionali
Il diffondersi della C. E. M. all'interno dell'Impero avvenne nel contesto di un'unione economica che cresceva con regolarità. 
	Alla base di tale integrazione stavano forze istituzionali ed economiche: 
- La fondazione nel 1816 della Banca Nazionale Austriaca, unico istituto autorizzato ad emettere moneta (anche col compromesso del 1867 la politica economica fiscale e monetaria rimarrà unica per Cisleitania e Transleitania);
- La già citata abolizione della frontiera doganale nel 1850;
- La costruzione della rete ferroviaria, dal 1840 fino al 1880 circa, che permise la circolazione dei beni, favorendo così quest'unione.

	Nella seconda metà del XIX secolo l'interdipendenza economica fra le regioni della duplice monarchia si sviluppò ulteriormente pur rimanendo invariata la struttura base del commercio interno affermatasi a partire da Maria Teresa: prodotti industriali austriaci per prodotti agricoli ungheresi. A. A. May scrive: “Le eccedenze della produzione di grano e di bestiame delle pianure dell'Ungheria e della Galizia venivano vantaggiosamente esportate nelle zone industriali dell'Austria. E i produttori di vini italiani avevano sbocchi più redditizi di quelli che avrebbero avuto se fossero stati cittadini del Regno d'Italia.” Nel 1901 il 72% della produzione ungherese era esportato in Austria ed il 34% delle esportazioni austriache era diretto in Ungheria.
	A partire dagli anni '60 i prezzi di determinati beni tesero a coincidere fra le diverse zone, così come, a partire dal decennio successivo, i tassi d'interesse. 
	Questo flusso interregionale di beni, servizi e capitali permise la diffusione della C. E. M.  e le disparità regionali, dapprima approfonditesi, si ridussero in modo progressivo fino al 1914. Questo gap si era allargato fra 1850 e 1860, ma negli anni '60 ed '80 l'Ungheria aveva conosciuto tassi più elevati di sviluppo dell'Austria, tassi all'incirca uguali negli anni '70.
	Pur mancando dati attendibili sul prodotto pro capite, si può affermare che il livello di disuguaglianza esistente nella prima metà del XIX secolo, andò riducendosi nella seconda. Nel 1913 era paragonabile a quello d'altre realtà europee

### Ritardi nello sviluppo
A giudizio di molti storici, l'economia austriaca alla vigilia della prima guerra mondiale, se paragonata a quella dei suoi principali rivali (Francia e Germania ad esempio), era arretrata: la crescita economica era partita in ritardo e procedeva, afflitta da gravi carenze strutturali, lentamente.
Tuttavia Bairoch ha sottovalutato i dati dei tassi medi di crescita della produzione industriale austriaca ed ungherese tra 1860 e 1913:
|          |           | Produzione industriale | Produzione industriale pro capite |
| Austria  | 1860-1911 | 3,8%                   | 4,1%                              |
| Ungheria | 1865-1913 | 2,9%                   | 3,4%                              |

	La differenza fra la forte arretratezza d'inizio XIX secolo e la relativa arretratezza d'inizio XX secolo può essere meglio compresa tenendo conto del gradiente ovest – est nella differente tempistica di diffusione della C. E. M dalle aree occidentali a quelle orientali.
	Le prime conclusero l'età mercantilista con un livello di sviluppo più o meno simile a quello di altri territori dell'Europa occidentale, e mantennero questa parità anche ad inizio ‘800 (nel 1840 il reddito pro capite in Austria era il 75% del corrispettivo tedesco).
	Il divario si approfondì usando come indicatori il consumo di carbone e l'impiego di macchine a vapore a causa del basso livello di sviluppo industriali delle aree orientali che disponevano di pochi chilometri di ferrovia pro capite, di una scarsa produzione di ferro e di pochi cavalli vapore installati. 
	Si può dunque affermare che la debolezza complessiva sia da attribuire principalmente alla debolezza delle regioni orientali dell'Impero.
	Dopo il 1850 e la diffusione ad est della C. E. M., lo scarto Austria – Europa occidentale si stabilizzò per ridursi a fine ‘800 in seguito allo sviluppo, inaspettatamente rapido, dell'Ungheria.
	In conclusione, si possono trarre quattro considerazioni:
- La duplice monarchia conobbe la C. E. M. ad ovest nella prima metà del XIX secolo, dopo il 1850 ad est;
- Le disuguaglianze regionali, forti alla fine del XVIII secolo, aumentarono fino al 1850 per poi diminuire;
- Il gap con le realtà statali contemporanee ovest-europee aumentò fino al 1850 e diminuì in seguito;
- Allo scoppio della prima guerra mondiale le condizioni economiche dell'Austria – Ungheria erano pressoché pari a quelle d'altri stati più “sani” politicamente.